# Henri Lalanne
Pour les articles homonymes, voir Lalanne.
Henri Lalanne, né le 26 mai 1932 à Dax (Landes) où il meurt le 25 janvier 2025, est un homme politique français.

## Biographie
Henri Lalanne naît le 26 mai 1932 à Dax. Médecin de profession, il commence sa carrière politique comme adjoint au maire de Dax Yves Goussebaire-Dupin. Il est conseiller régional d'Aquitaine de 1986 à 1998 et conseiller général des Landes pour le canton de Dax-Sud de 1988 à 1993, date à laquelle il démissionne pour se présenter aux élections législatives dans la 2e circonscription des Landes. Élu le 2 avril 1993, il siège au sein du groupe Union pour la démocratie française jusqu’au 21 avril 1997. Il meurt le 25 janvier 2025 à Dax,.